# Racconti australiani
Racconti australiani è un testo fondamentale tra le opere di Henry Lawson, questa raccolta di racconti (una delle pochissime edite in Italia) ci testimonia un'epoca e un passaggio non solo generazionale, ma anche letterario. È infatti proprio con Lawson che la letteratura australiana acquista finalmente una piena autonomia rispetto a quella della madrepatria inglese, e soprattutto la coscienza della propria diversità, sia tematica che linguistica.
I protagonisti di questi racconti sono mandriani, tosatori di pecore, minatori induriti da una vita ai limiti dell'animalesco: un'umanità varia e disperata che, tuttavia, sa sviluppare e conservare il senso profondo della solidarietà umana, che si rivela a ogni istante. Ma il vero protagonista è l'inospitale bush, spazio immenso e sconfinato che, tra prateria e boscaglia, costituisce una gran parte del territorio australiano. Questo ambiente, però, genera anche comportamenti che rasentano l'assurdo e la follia, fino a figure comiche che ricordano da vicino le fantasie comiche di Laurence Sterne. O, ancora, descrizioni che ricordano Bruce Chatwin.
La drammatica realtà della vita nel bush rende questi racconti, oltre che una lettura molto piacevole, anche la preziosa testimonianza di un mondo che ormai è scomparso, dipingendo la vita com'era all'inizio del Novecento in quell'inferno di polvere.

## Edizioni
- Henry Lawson, Racconti australiani, collana Le piramidi, traduzione di Giuliana Prato, Milano, G. Tranchida, 1998, ISBN 8880031856.